# Elasmothemis schubarti
Elasmothemis schubarti – gatunek ważki z rodziny ważkowatych (Libellulidae).